# Isolde Oschmann
Isolde Oschmann (* 20. Mai 1913 in Berlin; † unbekannt) war eine deutsche Politikerin (KPD/SED) und Ministerin für Volksbildung des Landes Thüringen.

## Leben
Oschmann besuchte die Volksschule in Berlin und arbeitete als Bandarbeiterin. Sie wurde Mitglied des Kommunistischen Jugendverbandes Deutschlands (KJVD).
Nach 1945 war sie Mitarbeiterin eines Stadtjugendamtes und absolvierte eine Ausbildung als Kindergärtnerin. 1945 trat sie in die Kommunistische Partei Deutschlands (KPD) ein und wurde 1946 Mitglied der Sozialistischen Einheitspartei Deutschlands (SED). Von 1946 bis 1948 war sie Stadtverordnete des Stadtbezirkes Berlin-Treptow. Danach studierte sie von 1948 bis 1950 an der Parteihochschule und wurde Assistentin am Lehrstuhl für Geschichte der Parteihochschule. Vom 19. Dezember 1950 bis zum 25. Juli 1952 war Isolde Oschmann Ministerin für Volksbildung des Landes Thüringen im Kabinett von Werner Eggerath. Sie war auch Landesvorsitzende der deutsch-polnischen Gesellschaft sowie Mitglied der Landesleitung des Kulturbundes Thüringen. Von 1952 bis 1955 fungierte sie als stellvertretende Leiterin bzw. Leiterin der Abteilung Allgemeinbildende Schulen beim Zentralkomitee der SED und war zeitweilig Mitglied der Frauenkommission beim Politbüro des ZK der SED. Anschließend war sie als Sektorenleiterin im Ministerium für Volksbildung für die Vorschulerziehung der Kinder in der DDR verantwortlich. Später war sie bis 1973 wissenschaftliche Mitarbeiterin im Ministerium und wurde zur Oberstudienrätin ernannt. Von 1977 bis 1982 war Oschmann Mitglied des Zentralvorstandes der Gewerkschaft Unterricht und Erziehung.

## Schriften (Auswahl)
- Kindergärtnerin und Zweijahresplan. In: Die Kindergärtnerin. Jg. 2 (1949), Heft 1, S. 4ff.
- (zusammen mit Erika Lange): Peter und die anderen Kinder. Material für Kurzlehrgänge. Demokratischer Frauenbund Deutschlands Bundesvorstand, Berlin 1957.
- Dem V. Parteitag entgegen. Kritisch unsere Arbeit prüfen. In: Neue Erziehung im Kindergarten, Heft 9 (1958), S. 2–3.
- Wir haben sehr viel nachzuholen. In: Neue Erziehung im Kindergarten, Heft 5 (1960), S. 2–4.
- Der Allunionskongreß gab wesentliche Impulse. In: Neue Erziehung im Kindergarten, Heft 7 (1960), S. 9 und 14–15.
- (zusammen mit Elvira Hermann): Die Kindergärten in der Deutschen Demokratischen Republik. Zeit im Bild, Dresden 1966.
- IV. Internationales Seminar der Vorschulerziehung der sozialistischen Länder. In: Pädagogik, Jg. 23 (1968), Heft 7, S. 654–659.

## Auszeichnungen
- Dr.-Theodor-Neubauer-Medaille in Gold (1961)
- Clara-Zetkin-Medaille (1964)
- Vaterländischen Verdienstorden (VVO) in Gold (1973) sowie Ehrenspange zum VVO in Gold (1978)[3]